# Rellotge astronòmic de Rostock
El rellotge astronòmic de l'església de Sainte-Marie és un rellotge astronòmic construït al segle XV a Rostock, Alemanya.

## Característiques

### General
El rellotge astronòmic es troba al deambulatori de l'església, darrere de l'altar major. Està contingut en un encofrat de fusta d'11 m d'alçada, entre dos pilars. Inclou tres parts: al centre, l'esfera principal; a la part inferior, a l'alçada d'una persona, una esfera secundària que presenta un calendari; a la part superior, un conjunt d'autòmats.

### Esfera principal

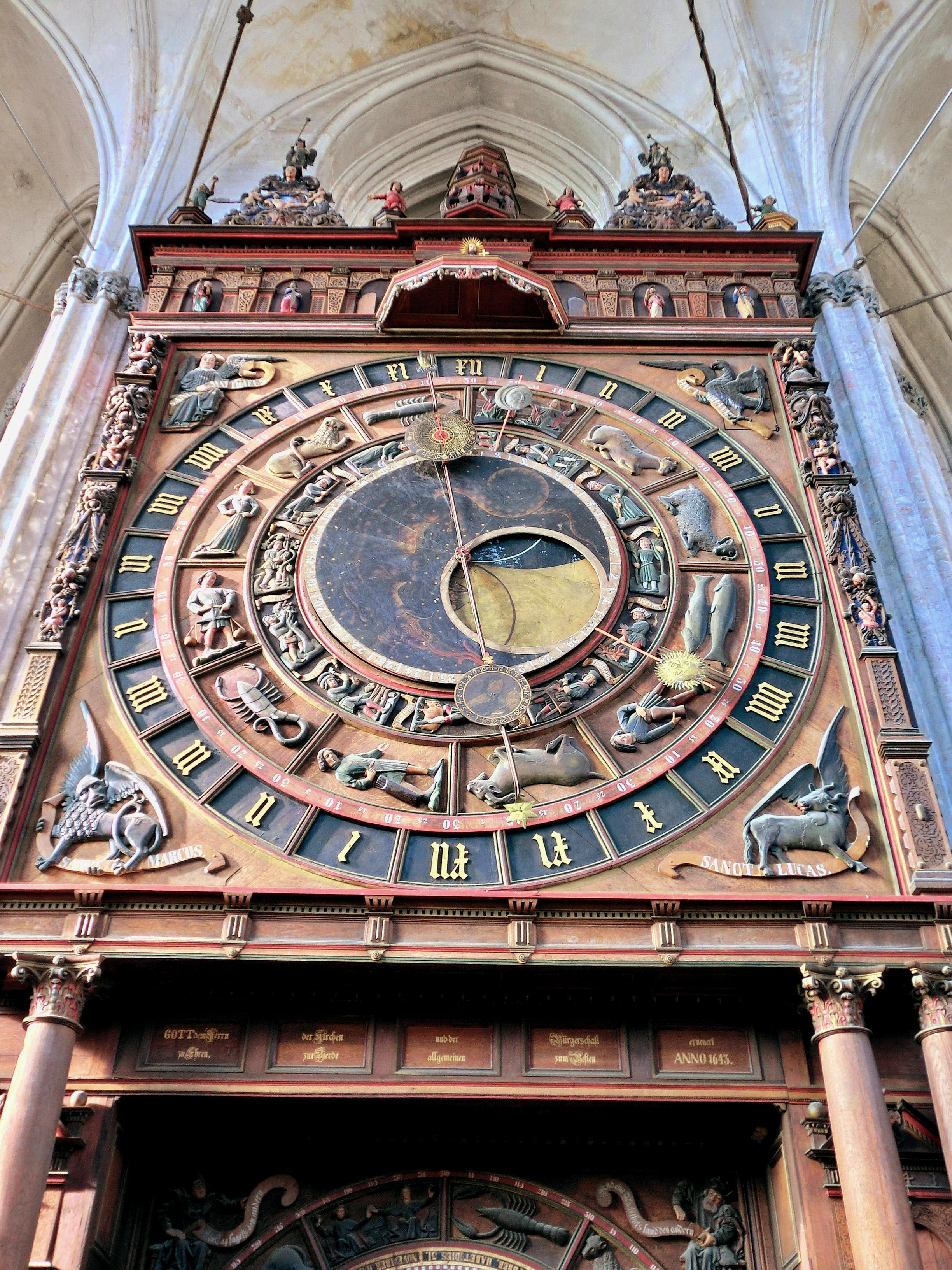
Esfera del rellotge principal, el, poc abans del migdia. El Sol està en Aquari, la Lluna en Bessons. Està ple de tres quartes parts.

La cara principal del rellotge ocupa aproximadament 16 m² i proporciona diverses indicacions: l'hora del dia, el signe del zodíac on es troba el Sol i el mes actuals, la posició de la Lluna en el zodiac i la fase lunar, mitjançant diverses grans corones concèntriques.
L'hora es mostra a la corona més externa de l'esfera, que inclou els números en xifres romanes del I al XII, en daurat sobre fons blau, en escriptura gòtica. Aquest és un marcatge de 24 hores: els números estan presents dues vegades, començant per I a la part superior, lleugerament a la dreta del centre, i després augmentant en el sentit horari fins a XII, a la part inferior de la corona. Després tornen a començar amb I i acaben a XII, a la part superior del dial. L'agulla horària del rellotge (no hi ha minutera) gira en 24 hores i s'estén simètricament pels dos costats, acabant en un extrem amb una mà estilitzada, a l'altre amb una estrella.
El signe del zodíac ve donat per la següent corona, que inclou baixos relleus dels símbols de cadascun dels signes. Al voltant, en una petita corona, els números en xifres àrabs divideixen cada signe de 5º en 5º, de 0° a 30°. La posició del Sol en el zodíac s'indica amb l'agulla horària. L'agulla de la Lluna marca la seva posició en el zodíac. L'agulla solar fa una revolució completa en un any, mentre que l'agulla lunar fa una revolució en un mes lunar.
La següent corona indica els mesos de l'any segons encaixen en els signes del zodíac. El gener està situat a la part inferior lleugerament a la dreta, els mesos augmentant llavors en sentit antihorari. Els mesos estan representats per il·lustracions típiques (febrer: un home escalfant-se al costat d'un foc, març: un home plantant arbres, abril: d'una dona excavant, etc.). El mes actual s'indica amb l'agulla solar.
El centre del disc està ocupat per un disc decorat amb un cel estrellat i un drac. Té una finestra circular i excèntrica, deixant al descobert el disc que hi ha a sota, pintat per la meitat en blau fosc i en or. Aquest dispositiu indica la fase lunar, segons la proporció d'or mostrada. El disc superior (al qual és solidaria l'agulla solar esmentada anteriorment) gira en sentit contrari a les agulles del rellotge en un any. El disc inferior (sobre el qual es fixa l'agulla lunar) gira en un mes lunar sideral (corresponent al període de revolució de la Lluna, aproximadament en 27,33 dies). La combinació dels dos moviments condueix a una repetició de les fases en un mes lunar sinòdic (una lunació, aproximadament 29,53 dies). L'exterior del disc superior també porta una numeració del 0 al 29; l'agulla lunar indica l'edat de la Lluna.

### Calendari

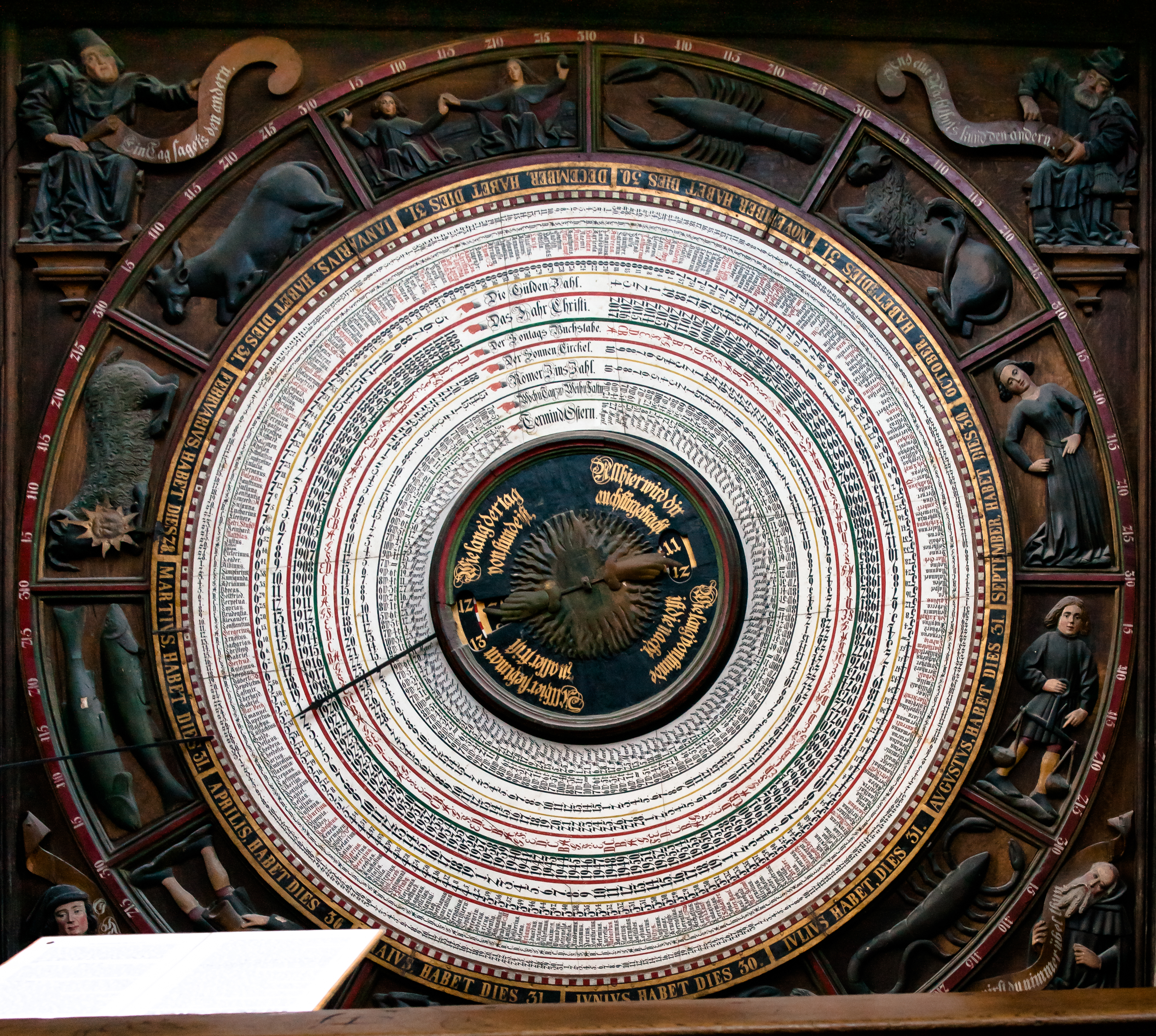
Full de calendari per als anys 1885 a 2017.

El dial inferior és un calendari. Inclou una gran corona de 2 m de diàmetre que porta, de fora a dins, el mes, el dia del mes, el dia de la setmana (lletres de la A a la G), el sant del dia, la localització de l'hora de la sortida del sol (en dos dies consecutius), número daurat de l'any, any, lletra dominical, cicle solar (període de 28 anys del calendari julià de manera que la mateixa data correspongui al mateix dia de la setmana), interès romà (15 -cicle fiscal anual introduït l'any 313 i utilitzat per a dates fins al segle XVI), nombre de dies que falten fins a Nadal i Quaresma, i finalment data de la Pasqua. Aquestes 13 informacions estan escrites en anells concèntrics en negre o vermell sobre fons blanc (excepte el mes actual, en or sobre fons negre) i separats per cercles prims vermells o daurats. El disc completa una rotació en un any.
Les sis indicacions exteriors del disc es relacionen amb la informació diària. El dia actual s'indica amb l'indicador fix subjectat per una petita figura esculpida situada a la part inferior esquerra del calendari.
Les set indicacions interiors es refereixen a l'any en curs. Aquest és assenyalat per una agulla fixada al disc central. Això inclou dues petites finestres que indiquen, a través d'un disc situat a sota, la durada del dia i de la nit. Fa un gir complet en un any.
El disc no inclou el 29 de febrer: en el cas d'un any de traspàs, la correcció es fa a mà.
El disc del calendari es va construir des de l'any 1885 fins al 2017. Va ser el 4t disc instal·lat en el calendari del rellotge. El calendari es va actualitzar per 5a vegada l'1 de gener de 2018, una cerimònia que també va marcar l'inici de la celebració dels 800 anys de la ciutat. Nombroses dades del calendari com les hores de la sortida del sol o les dates de la Pasqua són vàlides fins al 2150.

### Autòmats
La part superior del rellotge presenta un carrusel d'autòmats, que s'activa una vegada cada hora. Les figuretes que representen els apòstols surten per una petita porta situada a la dreta, passen per davant de Jesucrist, que els beneeix, i entren per una porta situada a l'esquerra. L'últim apòstol, Judes, però, no és beneït i la porta es tanca davant d'ell impedint-li que pugui entrar al cel. Queda condemnat a romandre fora durant una hora sencera.

## Història
Un rellotge primerenc probablement va ser construït l'any 1379 pel rellotger Nicolas Lilienfeld, que també va construir el rellotge astronòmic de l'església de Sant Nicolau de Stralsund el 1394. El rellotge actual data de 1472 i és obra de Hans Düringer, rellotger de Nuremberg.
El rellotge està poc modificat, per la qual cosa encara es troba pràcticament en el seu estat original. Va ser reformat entre 1641 i 1643, amb l'afegit d'un marc renaixentista i l'ampliació de l'espectacle d'autòmats. El 1710, el mecanisme original d'escapament de foliot va ser substituït per un de pèndol.
El 1943, durant la Segona Guerra Mundial, el rellotge va ser tapiat per protegir-lo dels bombardejos i no es va tornar a exposar fins a l'any 1951. Entre 1974 i 1977 es van restaurar els 2.000 elements dels cinc mecanismes.